# 아임 유어 맨 (영화)
"아임 유어 맨"은 2021년에 개봉한 독일의 영화이다.

## 캐스팅
- 마렌 에거트 - 알마 역
- 댄 스티븐스 - 톰 역
- 잔드라 휠러 - 직원 역
- 한스 뢰프 - 율리안 역
- 볼프강 휘브쉬 - 펠저 신부 역
- 아니카 마이어 - 코라 역
- 팔릴루 섹 - 딘 로저 역
- 위르겐 타라흐 - 스터버 박사 역
- 헨리에트 리히터뢸 - 슈테피 역
- 모니카 오셰크 - 카페의 여자 역
- 잉가 부시 - 레기나 역